# Kurki (Działdowo)
Kurki (deutsch Kurkau) ist ein Dorf in der polnischen Woiwodschaft Ermland-Masuren. Es gehört zur Gmina Działdowo (Landgemeinde Soldau) im Powiat Działdowski (Kreis Soldau).

## Geographische Lage
Kurki liegt 500 Meter östlich der Soldau (polnisch Działdówka) im Südwesten der Woiwodschaft Ermland-Masuren, 24 Kilometer südwestlich der früheren Kreisstadt Neidenburg (polnisch Nidzica) bzw. vier Kilometer südöstlich der heutigen Kreismetropole Działdowo (deutsch Soldau i. Ostpr.).

## Geschichte
Im Jahre 1350 wurde Kurkau erstmals urkundlich erwähnt. 1874 kam die Landgemeinde Kurkau zum neu errichteten Amtsbezirk Kyschienen (polnisch Kisiny) im ostpreußischen Kreis Neidenburg. 453 Einwohner zählte das Dorf im Jahre 1910.
Da im Soldauer Gebiet gelegen, wurde der Amtsbezirk Kyschienen und mit ihm Kurkau am 10. Januar 1920 gemäß Versailler Vertrag an Polen abgetreten.  In dem jetzt polnisch „Kurki“ genannten Dorf belief sich im Jahre 1931 die Einwohnerzahl auf 427. Am 1. August 1934 wurde das Dorf in die Landgemeinde Działdowo (Soldau) eingegliedert. Am 26. Oktober 1939 trat die Gemeinde zum Deutschen Reich, Kurki wurde wieder „Kurkau“ und kam am 1. April 1940 wieder zum Amtsbezirk Kyschienen, der am 24. April 1940 zum Kreis Neidenburg zurückkehrte.
Allerdings nicht für lange Zeit. Denn 1945 kam in Kriegsfolge das gesamte südliche Ostpreußen zu Polen. Kurkau erhielt wieder die polnische Namensform „Kurki“ und ist heute mit dem Sitz eines Schulzenamts (polnisch Sołectwo) eine Ortschaft im Verbund der Gmina Działdowo (Landgemeinde Soldau) im Powiat Działdowski (Kreis Soldau), bis 1998 der Woiwodschaft Ciechanów, seither der Woiwodschaft Ermland-Masuren zugehörig.

## Kirche
Vor 1945 war Kurkau kirchlich nach Soldau (Działdowo) hin orientiert: zur evangelischen Pfarrkirche Soldau in der Kirchenprovinz Ostpreußen der Kirche der Altpreußischen Union bzw. (nach 1920) in der Diözese Działdowo der Unierten Evangelischen Kirche in Polen, und außerdem zur römisch-katholischen St.-Adalbert-Kirche der Stadt. Heute gehört Kurki katholischerseits zur Kreuzerhöhungskirche Działdowo im Dekanat Działdowo des Bistums Toruń (Thorn), außerdem zur evangelischen Erlöserkirche Działdowo in der Diözese Masuren der Evangelisch-Augsburgischen Kirche in Polen.

## Verkehr
Kurki ist über eine Nebenstraße direkt an die Kreisstadt Działdowo angebunden, außerdem besteht eine Verbindung zu den Nachbardörfern Księży Dwór (Niederhof) und Rywociny (Rywoczin). Der nächste Bahnhof ist der in Działdowo an den Bahnstrecken Danzig–Warschau und Olsztyn–Działdowo.